# 朗克里克鎮區 (北卡羅萊納州彭德縣)
朗克里克鎮區（英語：Long Creek Township）是位於美國北卡羅萊納州彭德縣的一個鎮區。

## 地方資料
朗克里克鎮區的面積為105.15平方千米，皆為陸地。根據2020年美國人口普查的數據，當地共有人口2118人，而人口密度為每平方千米20.14人。